# Robertson Stadium
Robertson Stadium – nieistniejący już wielofunkcyjny stadion w mieście Houston w Stanach Zjednoczonych.

## Historia
Stadion został zbudowany w 1941 roku w wyniku współpracy Houston Independent School District z Works Progress Administration. Koszt budowy wyniósł 650 tysięcy dolarów. Obiekt został otwarty rok później i funkcjonował jako Houston Public School Stadium. Właścicielem stadionu był University of Houston, a w latach 1946–1950 mecze rozgrywała tu akademicka drużyna Houston Cougars. W 1958 roku zmieniono nazwę obiektu na Jeppesen Stadium. W latach 1960–1964 na stadionie występowała drużyna AFL Houston Oilers. Pierwszą poważną modernizację obiekt przeszedł w 1970 roku. W latach 70. stadion był miejscem koncertów rockowych. Od 1980 roku funkcjonował jako Robertson Stadium. Od 1998 roku ponownie stadion użytkowała drużyna Houston Cougars. Rok później nastąpiła kolejna modernizacja obiektu, dzięki której boisko zostało obniżone, a stadion zwiększył pojemność do 32 000 miejsc. Od 2006 roku na stadionie występowała drużyna MLS Houston Dynamo. W 2012 roku obiekt został zburzony.